# Cofis i Mofis
Cofis i Mofis és una «divertida comèdia» en tres actes i en vers, original de Josep Feliu i Codina, estrenada al Teatre Romea l'1 d'abril de 1879.
El 1980 l'obra es va representar amb gran èxit a Palma, dirigida per Lleó Fontova a la sala Circ Balear. El 1986 el Teatre Badalonés la va reprendre. L'acció passa en una població de la comarca del Vallès. Un cert «Pere Mateu» (pseudònim de Mateu Obrador o Pere d'Alcàntara Penya, o una col·laboració d'ambdós) n'escriu el juliol 1890 a la revista L'Ignorància: «Si voleu fé un panxó de riure, però d'aquells, anauhí a veure ‘Cofis y Mofis' ó ‘L'Angel de Guarda’.»

## Repartiment de l'estrena[1]
- Agnès: Mercè Abella
- Platxèria: Lleó Fontova[6]
- Moreno: Hermenegild Goula
- Passarell: Frederic Fuentes
- Francesc: Iscle Soler[7]
- Senyor Nespra: Jacint Sarriera
- Climent: Andreu Cazurro
- Albert: Joaquim Pinós